# 图瓦 (大西洋卢瓦尔省)
图瓦（法語：Touvois，法語發音：[tuvwa] ⓘ）是法国大西洋卢瓦尔省的一个市镇，位于该省南部，属于南特区。

## 地理
图瓦（46°54'10"N, 1°40'59"W）面积39.21 平方千米，位于法国卢瓦尔河地区大区大西洋卢瓦尔省，该省份为法国西北部沿海省份，位于布列塔尼半岛东南部，北起伊勒-维莱讷省，西北接莫尔比昂省，西临大西洋，南至旺代省，东临曼恩-卢瓦尔省。
与图瓦接壤的市镇（或旧市镇、城区）包括：勒热、洛涅河畔科尔库埃、圣艾蒂安-德梅尔莫特、法勒龙、弗鲁瓦丰、格朗朗德。

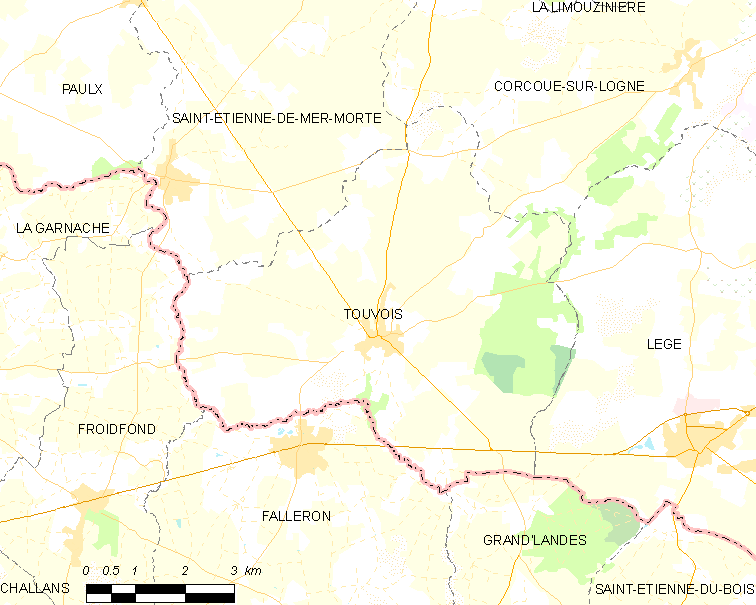
的OSM定位图

图瓦的时区为UTC+01:00、UTC+02:00（夏令时）。

## 行政
图瓦的邮政编码为44650，INSEE市镇编码为44206。

## 政治
图瓦所属的省级选区为圣菲尔贝德格朗略县。

## 人口

1962-2008年间人口变化图示

图瓦于2022年1月1日时的人口数量为1936人。